# Helvi

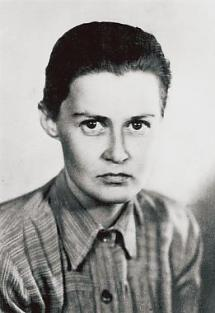
Helvi Juvonen cirka 1940

Helvi är en finsk form av det ursprungligen forntyska namnet Heilwig, sammansatt av orden heil, lycka och wig som betyder strid. 
Den 31 december 2014 fanns det totalt 415 kvinnor folkbokförda i Sverige med namnet Helvi, varav 267 bar det som tilltalsnamn.
Namnsdag: saknas (1986-1992: 16 maj)

## Personer med namnet Helvi
- Helvi Hämäläinen, finsk författare
- Helvi Juvonen, finsk poet